# Zeuxis (filòsof)
Zeuxis (en llatí Zeuxis, en grec antic Ζεῦξις) fou un filòsof grec.
Formava part de l'escola escèptica i va ser deixeble d'Enesidem, per tant deuria viure al segle I. Diògenes Laerci menciona només una obra d'aquest filòsof sota el títol de Περὶ διττῶν λόγων (sobre la foscor de les paraules).